# 亞歷山大六世
亞歷山大六世（拉丁語：Alexander PP. VI；1431年1月1日—1503年8月18日）原名羅德里哥·利安索爾·迪·波吉亞 ，1492年8月11日當選為教宗，同年8月26日即位至1503年8月18日为止。他出身於波吉亞家族，誕生于西班牙瓦倫西亞，是教宗嘉禮三世的外甥。
他是文艺复兴时期最具争议性的教宗，是第一位公開承認自己與情婦有子嗣的教宗。在亚历山大六世逝世之后先後成為教宗的思道五世与烏爾巴諾八世，称赞他为圣伯多禄離世之后最为杰出的教宗之一。比起作為宗教家，亞歷山大六世比較像是一位政治家。在位期間，教宗於1493年，曾為葡萄牙和西班牙劃定了殖民擴張分界線，即“教皇子午線”。

## 家庭
勞得力于1431年1月1日生于阿拉贡王国（现位于西班牙）瓦伦西亚小镇克萨蒂瓦。父母是Jofré Llançol i Escrivà（約死亡於1437年3月27日之前）与Isabel de Borja y Cavanilles（死於1468年10月19日）。勞得力于1455年在舅舅亞豐索·德·波吉亞當选成为教宗嘉禮三世后，改用了波吉亞作为自己的姓。

## 教育和职业生涯
波吉亚的职业生涯开始于1445年，当时14岁的他被舅舅指派为瓦伦西亚主教堂的看守，而这名舅舅是以前曾经被安日诺四世任命为枢机主教的阿方索-波吉亚。1448年，他成为瓦伦西亚、巴塞罗那和塞戈尔韦主教座堂的咏祷司铎，并在舅舅与尼各老五世的沟通下得以在缺席的情况下担任这个职位而仍然领取薪水，使得波吉亚有机会游历罗马。在罗马，他先是跟随一名叫做加斯帕雷-达-维罗纳的人文主义者学习，其后在博洛尼亚大学学习法律，并获得了教会法学博士学位，被人认为“是一名卓越的、头脑清晰的法律学家”。
1456年，在他舅舅成为教宗后，25岁的他领受圣职成为執事級樞機，領聖尼各老監獄執事區執事銜。一年后，被任命为聖座的副秘書長，這是那个时代典型的裙带关系。1457年，嘉礼三世派波吉亚作为教宗特使前往安科纳镇压叛乱。波吉亚很好地完成了任务，至1492年他自己担任教皇为止，他一共担任这个职务长达35年。1457年末，他的哥哥佩德罗患病，他临时填补了佩德罗教宗军队总司令的职务直至佩德罗康复。
1458年，他协助教宗庇护二世当选，受到了庇护二世的优待，1460年，他因参加一场私人宴会受到庇护二世的指责，庇护二世听说这次宴会最终变成了一场狂欢，波吉亚后来就此事道歉，但否认宴会出现狂欢，至今宴会的真实情况亦不得而知。1463年，波吉亚响应庇护二世对枢机主教的号召，参与资助一场新的十字军东征。
1464年，保祿二世当选教宗，他是波吉亚的好友，因此波吉亚得以继续保持较高地位。1468年，领受聖秩聖事成为神父，然后在1471年，祝圣为天主教阿尔巴诺罗马城郊教区主教 。1482年，教宗西克斯圖斯四世开始任命波吉亚7岁的孩子切薩雷·波吉亞担任教会职务，与此同时，波吉亚担任的圣职继续增加，并在1483年成为最富有的红衣主教。
1484年西克斯图斯四世去世，波吉亚原本打算竞选教宗职位，但后来从竞争中退出，教宗英诺森八世即位，他继续扮演教宗的忠实支持者。
在为五位教宗服务之后，勞得力·波吉亞积攒了充分的经验、影响力与财富。

## 逝世
1503年8月，切薩雷·波吉亞正准备再次远征。8月6日，他和父亲与樞機主教阿德里亚诺·卡斯泰莱西共进晚餐后，几天后他们就发烧了。切薩雷“躺在床上，皮肤剥落，脸泛着紫色”，这是为了救他而采取的一些极端措施的结果，最终他康复了；但年迈的教宗显然没有什么机会。伯恰德的日记提供了教皇最后患病和72岁去世的一些细节。
切薩雷因病不能亲自处理此事，便派他的首席侍从米凯莱托在教宗死讯公布之前去取走他的宝物。第二天，尸体被展示给罗马人民和神职人员，但被一幅“旧挂毯”(“antiquo tapete”)覆盖，由于迅速腐烂，已经严重变形。短暂停留后，尸体被从圣彼得教堂的地窖移出，安置在不太知名的西班牙国家教堂蒙塞拉托圣母堂。

## 个性
勞得力·波吉亞对美學和科学有独到的鉴赏力和眼光、对敎会怀有极大尊敬。他很有能力并且为人谨慎，在演讲与佈道方面很有天赋。他對《圣经》倒背如流，每次佈道前都会精心挑选书中的语句、引經據典。

## 情妇与子嗣

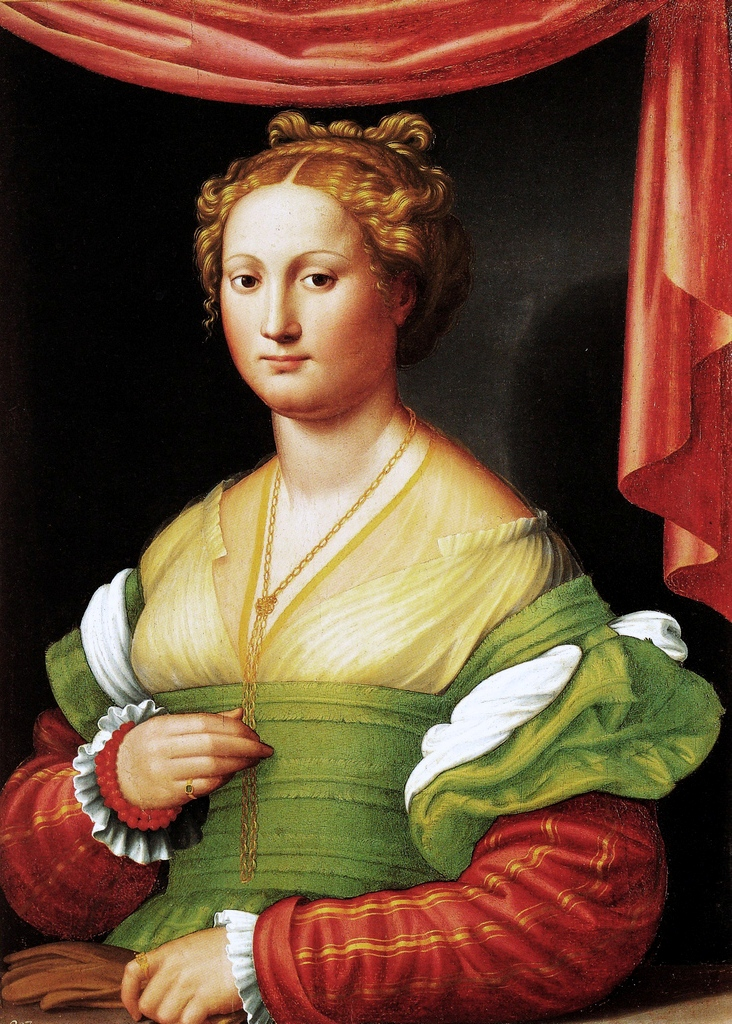
瓦諾莎·卡塔內 卡塔内女伯爵，亞歷山大六世的情婦。
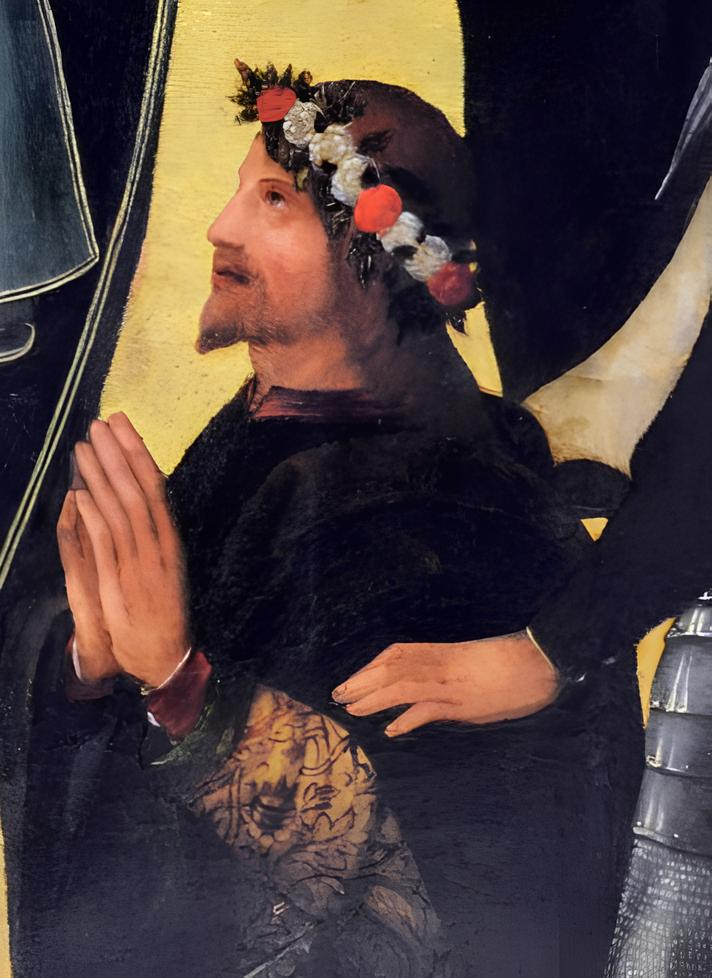
乔瓦尼·波吉亚（1476年？－1497年）：第二代甘迪亞公爵。
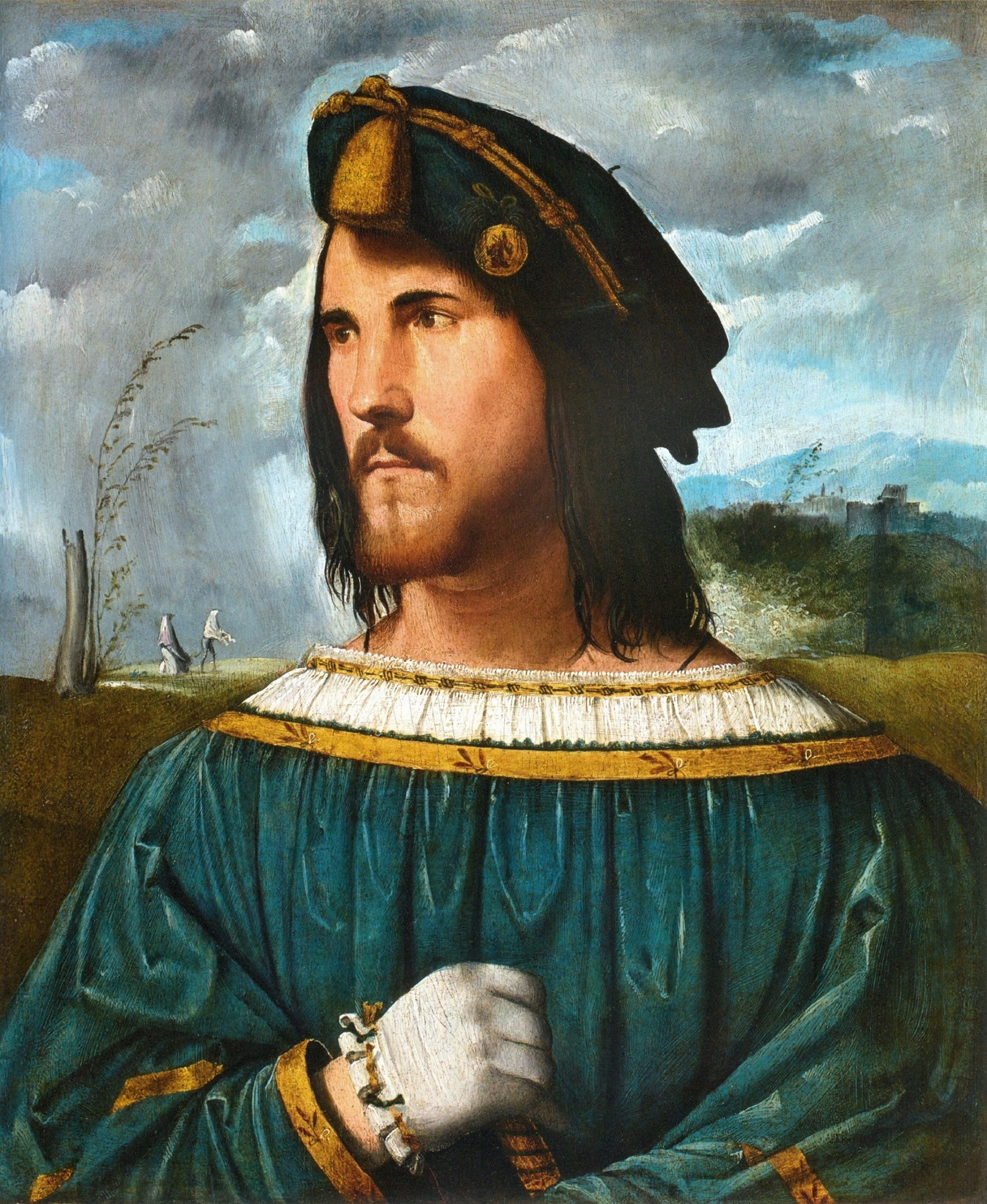
切薩雷·波吉亞：瓦倫西亞公爵。
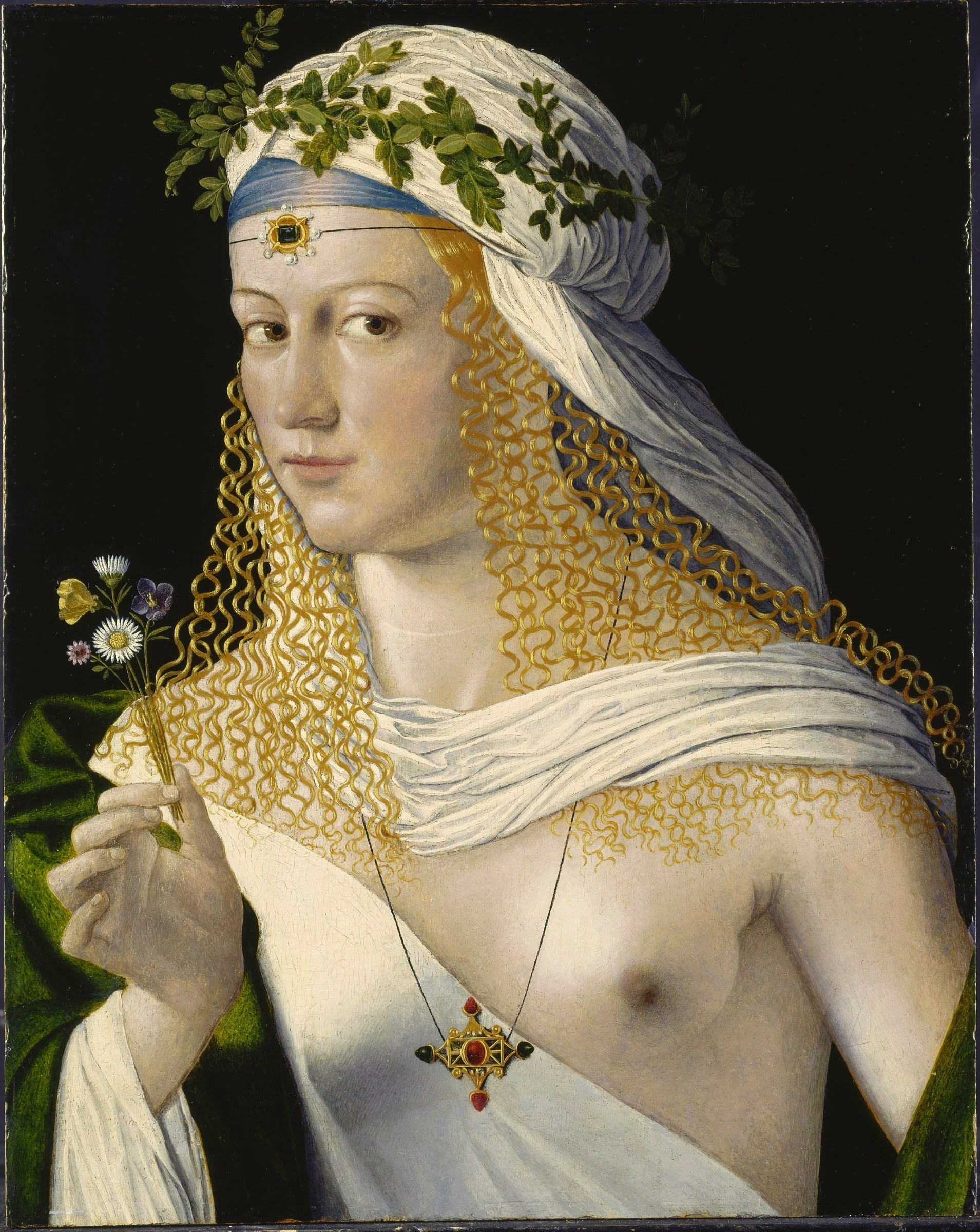
推测为盧克雷齊亞·波吉亞的肖像，由巴爾托洛梅奧·韋內托所繪。
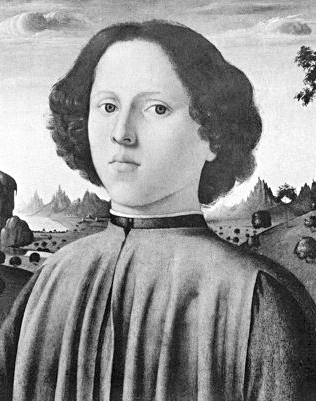
喬弗雷·波吉亞（1482年－1522年）斯奎拉切親王，娶了阿拉貢的珊莎為妻。
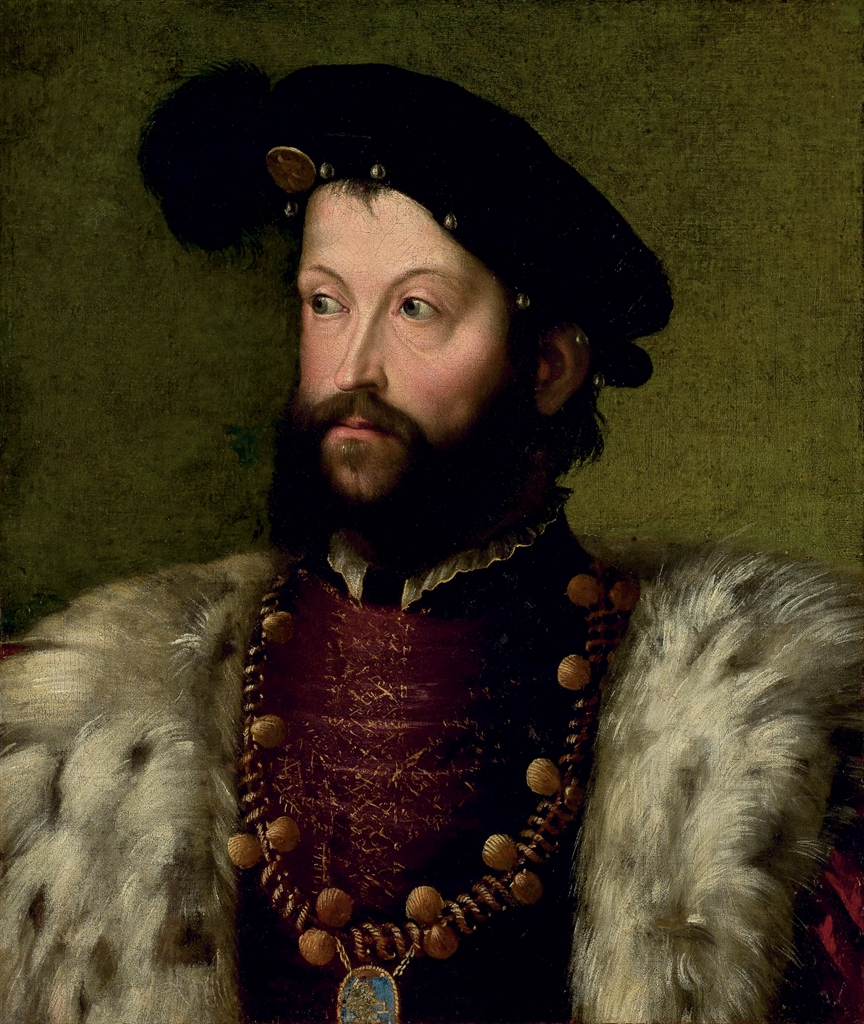
費拉拉公爵埃爾科萊二世·埃斯特，盧克雷齊亞·波吉亞與阿方索一世·埃斯特之子，亞歷山大六世的外孫。
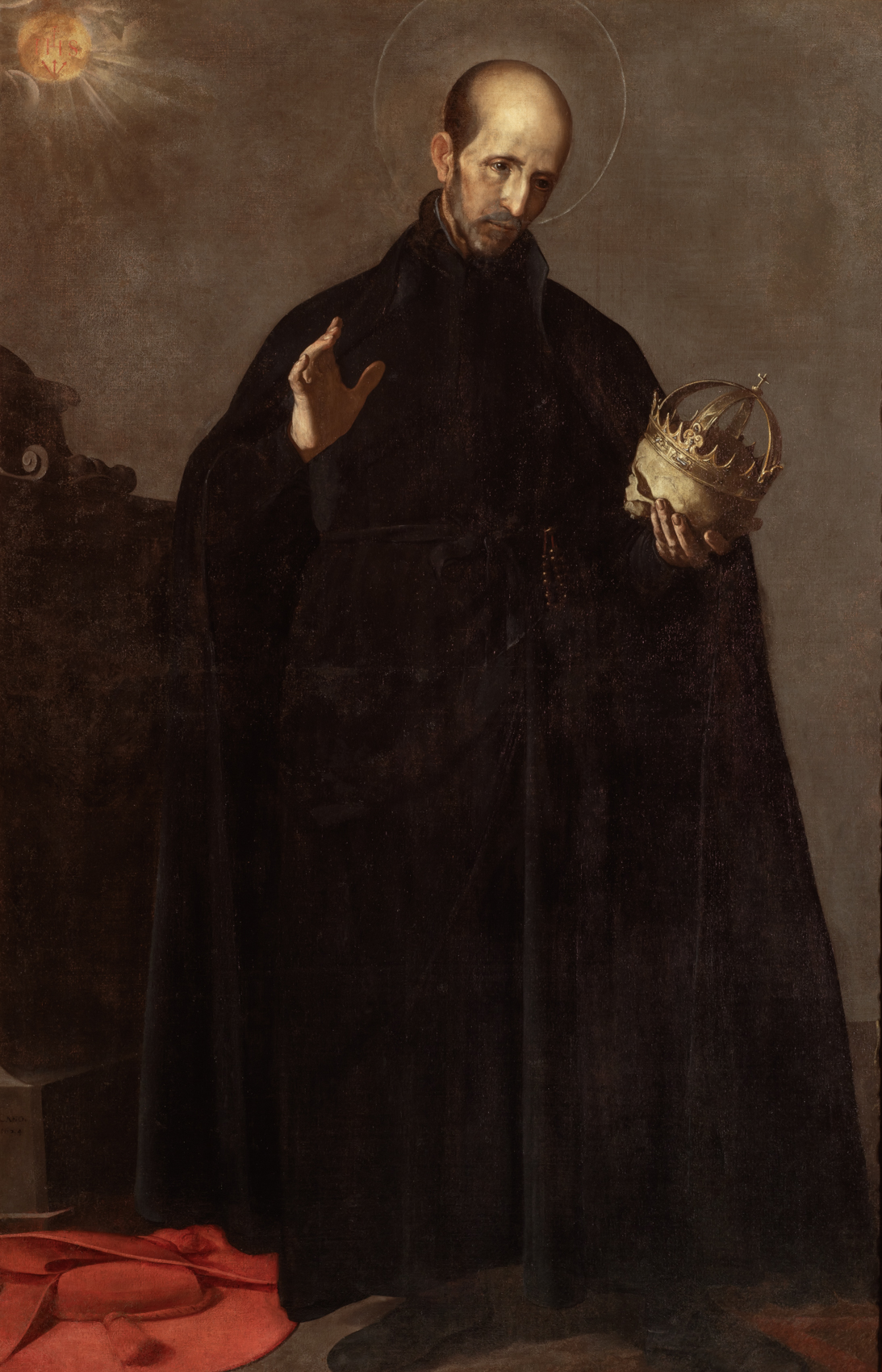
第四任耶穌會總會長（英语：Superior General of the Society of Jesus）聖法蘭西斯科·德·波吉亞神父
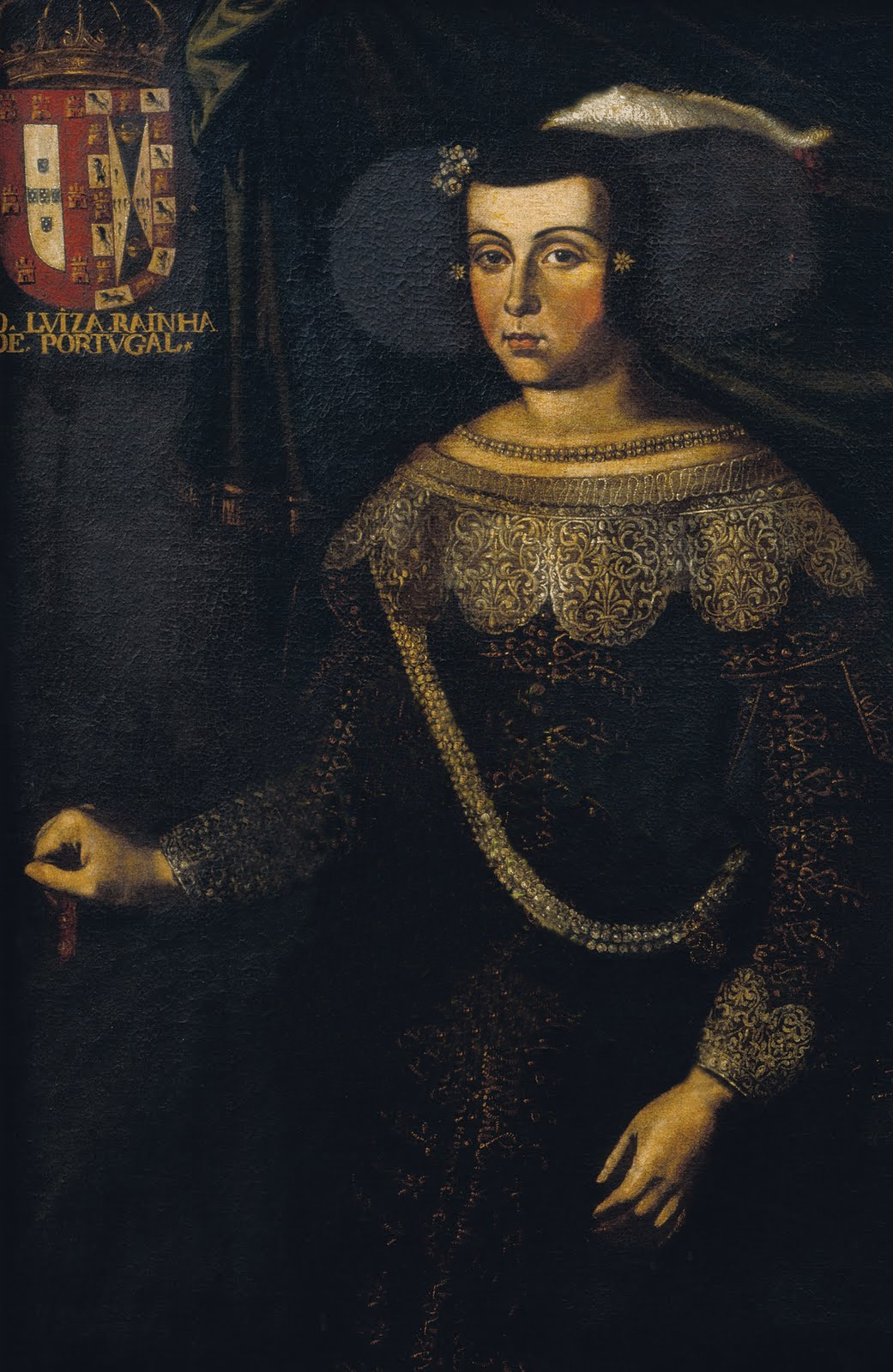
葡萄牙王后路易莎·德·古茲曼，母系為波吉亞家族後裔。

- 佩德羅·路易斯·德·波吉亞（1458年/1460年－1488年/1491年）：生母不詳，第一代甘迪亞公爵。
- 切薩雷·波吉亞（1475年9月13日或1476年4月－1507年3月11日）：瓦倫提諾公爵，教廷史上第一位在任內辭職的樞機主教。教宗與情婦瓦諾莎·卡塔內之子。
- 喬瓦尼·波吉亞（1476年？－1497年）：第二代甘迪亞公爵。教宗與情婦瓦諾莎·卡塔內之次子。
- 魯克蕾齊亞·波吉亞（1480年4月18日－1519年6月24日）：費拉拉公爵夫人。教宗與情婦瓦諾莎·卡塔內之女。
- 喬佛里·波吉亞（1482年－1518年），斯奎拉切親王，娶了那不勒斯的阿方索二世之女阿拉貢的珊莎。教宗與情婦瓦諾莎·卡塔內之幼子。

## 流行文化
- 刺客信条II的反派角色之一  羅馬敎會領袖羅德里哥·波吉亞（Rodrigo Borgia）團長的形象的原型便是亞歷山大六世博士的形象。
- 刺客教條：兄弟會
- 大仲馬小說《波吉亞家族》（Borgias）
- 馬里奧·普佐小說《波吉亞家族（英语：The Family (Puzo novel)）》（The Family）

## 譯名列表
- 亞歷山大：天主教香港教區禮儀委員會：禧年專頁（页面存档备份，存于）作、《大英簡明百科知識庫》2005年版[永久]、《世界人名翻譯大辭典》1993年版作亞歷山大。
- 歷山：香港天主教教區檔案　歷任教宗作歷山。
- 亞力山大：真理辯證中文網 兩千年教會歷史巡禮 第四篇 中世紀前期教會歷史作亞力山大。
- 亞力山大、亞歷山大：國立編譯舘（页面存档备份，存于）作亞力山大、亞歷山大。